# Château de Peckforton
Le château de Perckforton (Perckforton Castle) est un manoir anglais construit au milieu du XIXe dans le style d'un château médiéval. Il est situé près de Peckforton Hills (en) et au nord-ouest du village de Peckforton (comté de Cheshire).

## Utilisation présente
Le château servit de lieu de tournage à de nombreuses reconstitutions médiévales filmées, comme un épisode de la série Doctor Who en 1973 (« The Time Warrior ») ainsi qu'à la version cinématographique de Robin des Bois par John Irvin en 1991 avec Patrick Bergin et Uma Thurman.
De 1982 à 1986, le château servit aussi de lieu pour Treasure Trap l'un des tout premier jeu de rôle en grandeur nature d'Angleterre. Il a également servi pour la série télévisé Amandine Malabul, sorcière maladroite durant toute la série. 